# Novalja
Novalja és una ciutat de Croàcia que es troba al Comtat de Lika-Senj.

## Història
Els primers pobladors de l'illa van ser una tribu il·lírica que va arribar a la regió a l'edat del bronze; encara es poden veure traces del seu assentament al voltant de Pag. Al segle i aC, els romans van prendre possessió i han deixat nombrosos artefactes arqueològics i culturals.
Novalja és el successor d'una ciutat romana anomenada Cissa, considerada per molts erudits com la seu d'un antic bisbat cristià d'aquest nom. Altres prefereixen identificar la seu amb una ciutat insular del mateix nom a Istria, a prop de l'actual Rovinj. Un bisbe de Cissa anomenat Vindemius va participar algun any entre 571 i 577 en un sínode cismàtic a Grado convocat pel patriarca Elias d'Aquileia. Detingut per l'exarca de Ravenna, es va veure obligat a abjurar les seves opinions sobre la Qüestió dels Tres Capítols, però un cop lliure del control de l'Imperi Romà d'Orient va reafirmar la seva posició i va participar en un altre sínode cismàtic el 590. Un bisbe de Cissa anomenat Ursinus va participar a un sínode a Roma el 680 i signà els actes. Poc després, Cissa va deixar d'existir, potser a causa d'un terratrèmol. Ja no és un bisbat residencial, Cissa és avui catalogada per l'Església catòlica com a seu titular.

## Demografia
Al cens del 2011 la ciutat tenia 3.663 habitants distribuïts en les localitats següents:
- Caska - 25
- Gajac - 84
- Kustići - 139
- Lun - 307
- Metajna - 236
- Novalja - 2 358
- Potočnica - 11
- Stara Novalja - 286
- Vidalići - 22
- Zubovići - 195